# Pjotr Koševoj
Pjotr Kirillovič Koševoj (ukrajinsky Петро Кирилович Кошовий, rusky Пётр Кириллович Кошевой; 8. prosincejul./ 21. prosince 1904greg.; Alexandrija, Ruská říše, dnes Oleksandrija, Kirovohradská oblast, Ukrajina – 30. srpen 1976, Moskva) byl sovětský vojevůdce a maršál Sovětského svazu.
Koševoj se narodil do rolnické ukrajinské kozácké rodiny a do Rudé armády vstoupil v roce 1920.
Zúčastnil se ruské občanské války. Během druhé světové války se účastnil obrany Stalingradu, dobytí Krymu a obsazení východního Pruska. Je dvojnásobným Hrdinou Sovětského svazu – v roce 1944 za obsazení hřebenu Sapun (klíč k Sevastopolu) a v roce 1945 za podíl v dobytí Königsbergu.
Maršálem Sovětského svazu se stal v dubnu 1968. Od ledna 1965 do října 1969 byl velitelem Skupiny sovětských vojsk v Německu.